# UConn Huskies

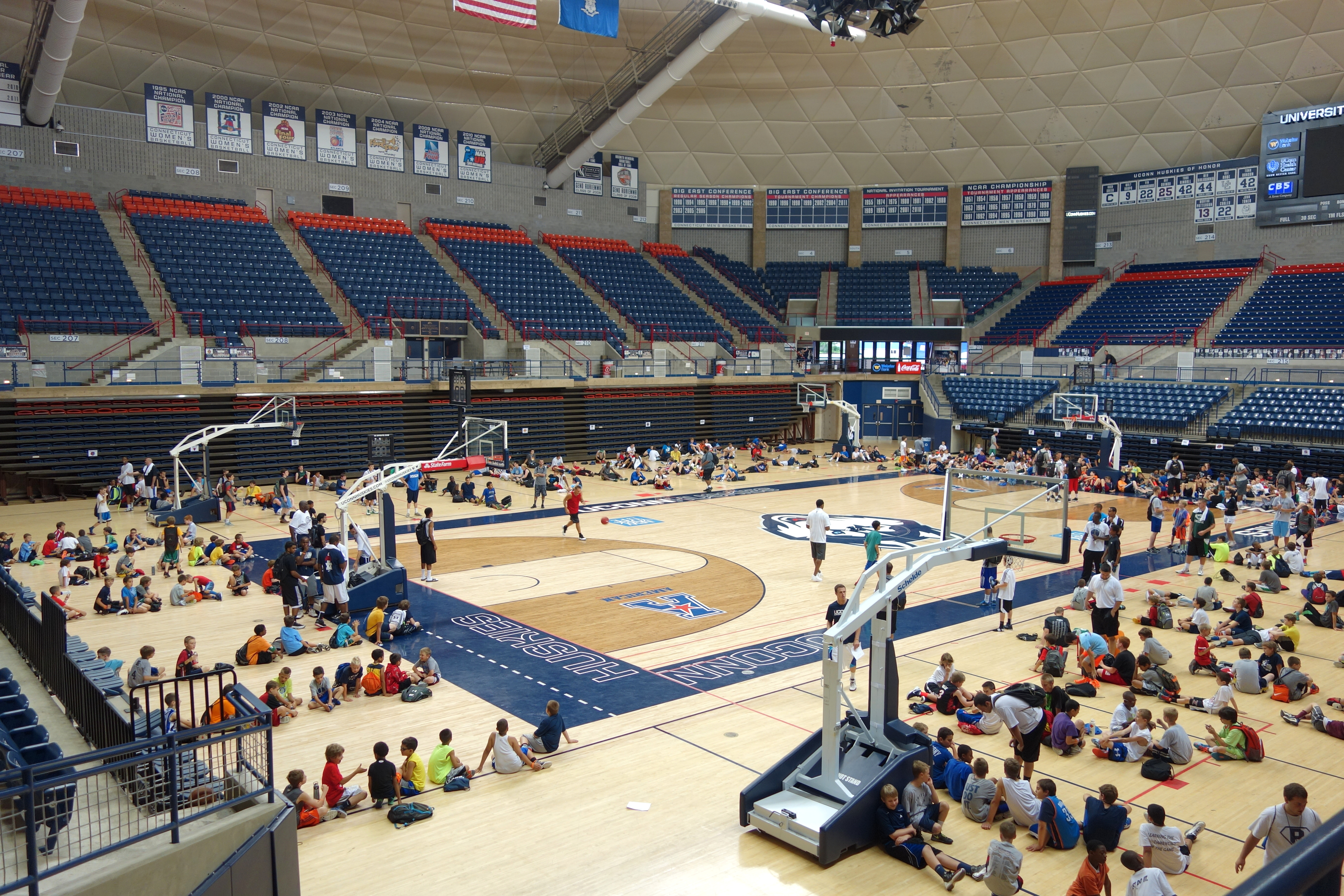
Harry A. Gampel Pavilion.

UConn Huskies (español: Perros esquimales de Connecticut) es la denominación de los equipos deportivos de la Universidad de Connecticut. Los Huskies participan en las competiciones universitarias organizadas por la NCAA, y forman parte de la Big East Conference, excepto los equipos de hockey sobre hielo masculino y femenino, que compiten en la conferencia Hockey East, y el equipo de fútbol americano, que compite como independiente.

## Baloncesto
El equipo de baloncesto femenino es el que mayor número de títulos nacionales tiene de todos los programas deportivos de la universidad, con 12 títulos en 1995, 2000, 2002, 2003, 2004, 2009, 2010, 2013, 2014, 2015, 2016 y 2025. Entre sus jugadoras más destacadas se encuentran Tamika Williams, Asjha Jones, Sue Bird, Swin Cash, Diana Taurasi, Tina Charles, Maya Moore, Breanna Stewart, Napheesa Collier, Moriah Jefferson, Morgan Tuck y Paige Bueckers.
Mientras tanto, el equipo masculino cobró importancia a partir de finales de los años 1990, ganando los títulos en 1999, 2004, 2011, 2014, 2023 y 2024.

## Baloncestistas famosos
Algunos de sus jugadores más famosos han sido:

### Hombres
- Chuck Aleksinas
- Ray Allen
- Hilton Armstrong
- Wes Bialosuknia
- Josh Boone
- Scott Burrell
- Caron Butler
- Stephon Castle
- Donovan Clingan
- Khalid El-Amin
- Jimmy Foster
- Rudy Gay
- Tate George
- Niels Giffey
- Ben Gordon
- Richard Hamilton
- Toby Kimball
- Travis Knight
- Bruce Kuczenski
- Jeremy Lamb
- Donny Marshall
- Donyell Marshall
- Shabazz Napier
- Tristen Newton
- Emeka Okafor
- Kevin Ollie
- Worthy Patterson
- Cliff Robinson
- Doron Sheffer
- Chris Smith
- Corny Thompson
- Charlie Villanueva
- Jake Voskuhl
- Kemba Walker
- Marcus Williams

### Mujeres
- Svetlana Abrosimova
- Sue Bird
- Paige Bueckers
- Swin Cash
- Tina Charles
- Napheesa Collier
- Stefanie Dolson
- Bria Hartley
- Asjha Jones
- Rebecca Lobo
- Maya Moore
- Breanna Stewart
- Diana Taurasi
- Morgan Tuck
- Gabby Williams

## Títulos nacionales
Los UConn Huskies han ganado los siguientes campeonatos nacionales de la NCAA:
Masculino
- 6 veces en baloncesto (1999, 2004, 2011, 2014, 2023 y 2024).
- 2 veces en fútbol (1981 y 2000).

Femenino
- 12 veces en baloncesto (1995, 2000, 2002, 2003, 2004, 2009, 2010, 2013, 2014, 2015, 2016 y 2025).
- 5 veces en hockey sobre hierba (1981, 1985, 2013, 2014 y 2017).